# Пінто Колвіг
Пінто Колвіг (англ. Pinto Colvig, справжнє ім'я Венс ДеБар Колвіг,  Vance DeBar Colvig; 11 вересня 1892, Джексонвілл — 3 жовтня 1967, Лос-Анджелес) — американський актор, комік і карикатурист. Найбільшу славу отримав за створення образу клоуна Бозо та озвучення мультиплікаційного персонажа Гуфі.

## Біографія
Народився в невеликому місті Джексонвілл у родині судді Вільяма Мейсона Колвіга (1845—1936) та Аделаїди Бердсей (1856—1912). Закінчив Орегонський сільськогосподарський коледж (нині Університет штату Орегон). У 1916 році переїжджає до Сан-Франциско, де починає працювати на мультиплікаційній студії Animated Film Corp. З 1925 року він бере участь в озвучуванні мультфільмів. В цей же час він бере собі псевдонім «Пінто» через своє обличчя. Найбільш видатними ролями Колвіга стали кролик Освальд, Гуфі, порося Наф-Наф, гавкіт собаки Плуто та суперник моряка Попая — Блуто.
Пінто Колвіг до кінця життя був завзятим курцем. Він помер 3 жовтня 1967 року від раку легень. Похований на Цвинтарі Святого Хреста в місті Калвер-Сіті. У 1993 році Колвіг посмертно отримав нагороду «Легенда Діснею» в категорії «озвучування мультфільмів». 28 травня 2004 року він був включений у Міжнародний зал слави клоунів.

## Фільмографія

### Озвучування Гуфі
- 1942 — Привіт, друзі!
- 1946 — Лицар на один день
- 1946 — Подвійний Дриблінґ
- 1947 — Веселі та безтурботні
- 1950 — Мотороманія
- 1951 — Не палити
- 1952 — Тато проти лева
- 1952 — Два тижня відпустки

### Інші роботи
- 1933 — Три порося — Наф-Наф
- 1936 — Три вовченя — Наф-Наф
- 1937 — Білосніжка і семеро гномів — Буркотун, Сонько
- 1939 — Чарівник країни Оз — жевун
- 1939 — Мандри Гуллівера — Ґаббі
- 1942 — Blitz Wolf — Сержант Порк
- 1944 — Три Кабальєро — птах Аракуан
- 1947 — Дуже велика канарка — Кіт
- 1948 — Міккі та тюлень — Плуто
- 1949 — Сільська Червона Шапочка — Сільський вовк
- 1959 — Спляча красуня — 3-й прислужник Малефісент (в титрах не вказаний)
- 1965 — Людина з Баттон-Уіллоу — озвучка декількох персонажей